# Ахметели, Александр Васильевич
Алекса́ндр (Сандро́) Васи́льевич Ахмете́ли (груз. ალექსანდრე (სანდრო) ვასილის ძე ახმეტელი; 1 (13) апреля 1886 (1887) — 27 июня 1937) — советский грузинский театральный режиссёр, народный артист Грузинской ССР (1933). Расстрелян в 1937 году.

## Биография
Александр Ахметели родился в грузинском селе Анага (по др. данным в г. Сигнахи) в семье священника.
С 1909 года начал выступать в печати как театральный критик.
В 1916 году закончил обучение на юридическом факультете Петроградского университета. Приезжая на каникулы в Грузию, ставил в Телави и Махчаани любительские спектакли.
Подписал Декларацию независимости Грузии
В 1920 году дебютировал как театральный режиссёр, поставив в Тифлисе спектакль «Бердо Змания» Шаншиашвили, учился у Котэ Марджанишвили.
В 1922 году стал режиссёром, а с 1924 по 1935 был главным режиссёром театра имени Шота Руставели, был снят с должности по постановлению СНК и ЦК КП(б) Грузии от 13 сентября 1935 года. Переехал в Москву, работал режиссёром «Зелёного Театра».
В 1934—1936 годах обучал группу чеченских артистов, впоследствии работавших в Чеченском государственном драматическом театре имени Х. Нурадилова.
19 ноября 1936 года Ахметели был арестован в Москве органами НКВД как «враг народа». Этапирован в Тбилиси. Внесен в Сталинский расстрельный список от 31 мая 1937 г. («Грузинская ССР») по 1-й категории («за» Сталин, Молотов).  Расстрелян 27 июня 1937 года в Тбилиси по приговору выездной сессии ВКВС СССР. Место захоронения неизвестно.
Реабилитирован посмертно ВКВС СССР.

## Семья
Супруга: Цулукидзе Тамара Григорьевна  (1903-1990), после ареста мужа приговорена к 10 годам лагерей.

## Память
Имя Ахметели носит государственный драматический театр в районе Глдани и одноимённая станция метро. Именем режиссёра названы улицы в Тбилиси и Батуми.
На улице Мачабели Александру Ахметели установлен памятник (1985)
Мемориальная доска в Тбилиси на здании театра имени Шота Руставели

## Творчество
Александр Ахметели внёс большой вклад в развитие театрального искусства в Грузии. Созданные им спектакли отличались эмоциональностью, изобретательностью, мастерством постановки массовых сцен, динамичностью.

### Постановки в театре
- 1920 — «Бердо Змания» С. Шаншиашвили[3]
- 1924 — «Герои Эрети» С. Шаншиашвили (совместно с Котэ Марджанишвили)
- 1924 — «Виндзорские камушки» У. Шекспира (совместно с Котэ Марджанишвили)

#### Театр имени Шота Руставели
- 1926 — «Загмук» А. Глебова[2]
- 1928 — «Анзор» С. Шаншиашвили
- 1928 — «Разлом» Б. Лавренёва
- 1929 — «Город ветров» В. Киршона
- 1930 — «Ламара» Г. Робакидзе по мотивам новелл Важа-Пшавела
- 1931 — «Тетнульд» Ш. Дадиани
- 1933 — «Разбойники» («Ин Тираннос!») Ф. Шиллера

#### Тбилисский театр оперы и балета
- «Сказание о Шота Руставели» Д. Аракишвили
- «Латавра» З. Палиашвили